# Хокуто (Хоккайдо)
Хокуто (яп. 北斗市 Хокуто-си) — город в Японии, находящийся в округе Осима губернаторства Хоккайдо. Площадь города составляет 397,30 км², население — 48 023 человека (30 июня 2014), плотность населения — 120,87 чел./км².

## Географическое положение
Город расположен на острове Хоккайдо в губернаторстве Хоккайдо. С ним граничат город Хакодатэ и посёлки Киконай, Ассабу, Нанаэ, Мори.

## Население
Население города составляет 48 023 человека (30 июня 2014), а плотность — 120,87 чел./км². Изменение численности населения с 1980 по 2005 годы:
| 1980 | 39 096 чел. |  |
| 1985 | 39 841 чел. |  |
| 1990 | 39 741 чел. |  |
| 1995 | 43 177 чел. |  |
| 2000 | 46 804 чел. |  |
| 2005 | 48 056 чел. |  |

## Символика
Деревом города считается сосна, цветком — гибискус сирийский.

## Транспорт
- JR Hokkaido - Станция Син-Хакодате-Хокуто